# Bläcktjärnet (Gunnarskogs socken, Värmland)
Bläcktjärnet är en sjö i Arvika kommun i Värmland och ingår i Göta älvs huvudavrinningsområde.